# Ezequiel Centurión
Ezequiel Ignacio Centurión (Cipolletti, 20 maggio 1997) è un calciatore argentino, portiere dell'Independiente Rivadavia in prestito dal River Plate.

## Carriera

### Club
Centurión è entrato a far parte del settore giovanile del River Plate nel 2014 dopo aver giocato in precedenza con Pillmatún, Cipolletti e Fernández Oro, ed ha firmato il suo primo contratto professionistico nell'ottobre del 2018. Nel 2021 è stato ceduto in prestito all'Estudiantes (BA) dove ha giocato il suo primo incontro professionistico il 3 marzo in Copa Argentina contro il Defensa y Justicia. Titolare assoluto anche in Primera B Nacional, ha lasciato il club dopo aver collezionato 33 presenza di cui 14 senza subire reti.
Rientrato al River, ha debuttato con i Millonarios il 9 maggio 2022 in Copa de la Liga Profesional contro il Platense. Undici giorni dopo ha esordito anche in Coppa Libertadores contro il Colo-Colo.
Il 4 luglio 2024 ha rinnovato il contratto fino al 2026 ed è stato prestato al neopromosso Independiente Rivadavia per il resto della stagione.

### Nazionale
Nel 2019 ha giocato un incontro con l'Argentina Under-23.

## Statistiche

### Presenze e reti nei club
Statistiche aggiornate all'11 maggio 2025.
| Stagione                       | Squadra                        | Campionato                     | Campionato | Campionato | Coppe nazionali | Coppe nazionali | Coppe nazionali | Coppe continentali | Coppe continentali | Coppe continentali | Altre coppe | Altre coppe | Altre coppe | Totale | Totale | Totale |
| Stagione                       | Squadra                        | Comp                           | Pres       | Reti       | Comp            | Pres            | Reti            | Comp               | Pres               | Reti               | Comp        | Pres        | Reti        | Pres   | Reti   |        |
| ------------------------------ | ------------------------------ | ------------------------------ | ---------- | ---------- | --------------- | --------------- | --------------- | ------------------ | ------------------ | ------------------ | ----------- | ----------- | ----------- | ------ | ------ | ------ |
| 2021                           | Estudiantes (BA)               | PBN                            | 32         | -28        | CA              | 1               | -1              | -                  | -                  | -                  | -           | -           | -           | 33     | -29    |        |
| 2022                           | River Plate                    | PD                             | 3          | -1         | CA+CdL          | 2+1             | -2 + -1         | CL                 | 1                  | -0                 | -           | -           | -           | 7      | -4     |        |
| 2023                           | River Plate                    | PD                             | 1          | -3         | CA+CdL          | 1+1             | -0 + -2         | CL                 | 0                  | -0                 | SA+TCS      | 0           | -0          | 3      | -5     |        |
| 2024                           | River Plate                    | PD                             | 1          | -2         | CA+CdL          | 0               | -0              | CL                 | 0                  | -0                 | -           | -           | -           | 1      | -2     |        |
| Totale River Plate             | Totale River Plate             | Totale River Plate             | 5          | -6         |                 | 5               | -5              |                    | 1                  | -0                 |             | 0           | -0          | 11     | -11    |        |
| 2024                           | Independiente Rivadavia        | PD                             | 22         | -23        | -               | -               | -               | -                  | -                  | -                  | -           | -           | -           | 22     | -23    |        |
| 2025                           | Independiente Rivadavia        | PD                             | 17         | -18        | CA              | 1               | -2              | -                  | -                  | -                  | -           | -           | -           | 18     | -20    |        |
| Totale Independiente Rivadavia | Totale Independiente Rivadavia | Totale Independiente Rivadavia | 39         | -41        |                 | 1               | -2              |                    | -                  | -                  |             | -           | -           | 40     | -43    |        |
| Totale carriera                | Totale carriera                | Totale carriera                | 76         | -75        |                 | 7               | -8              |                    | 1                  | -0                 |             | 0           | -0          | 84     | -83    |        |

## Palmarès

### Club

#### Competizioni nazionali
- Campionato argentino: 1

River Plate: 2023
- Trofeo de Campeones de la Liga Profesional: 1

River Plate: 2023
- Supercopa Argentina: 1

River Plate: 2023